# Hospital Ángel Cruz Padilla
El Hospital Ángel Cruz Padilla es un hospital público de alta complejidad y polivalente de tercer nivel de complejidad de atención perteneciente al Sistema Provincial de Salud (SIPROSA). Se ubica en la ciudad de San Miguel de Tucumán, Provincia de Tucumán, Argentina, entre las calles Lamadrid, Lavalle, La Rioja y Alberdi.

## Historia
Durante gran parte del siglo XIX y hasta la década de los años 80, la ciudad de San Miguel de Tucumán sólo poseía dos establecimientos hospitalarios, los cuales resultaban insuficientes ante la creciente demanda y las precarias condiciones higiénicas e insalubres. Por estas razones, en 1880, el intendente de la capital Ángel Cruz Padilla planteó la construcción de un nuevo hospital mixto de mujeres y hombres.
La construcción del hospital fue encomendada al arquitecto Federico Stavelius y los ingenieros Carlos Lowenhard y Adolfo Methfessel. Así el 9 de octubre de 1880 comenzaron las obras del establecimiento sanitario, las cuales fueron concretadas el 28 de noviembre de 1882 e inauguradas el 1 de enero de 1883 con un costo de BOB 129 500. Este nuevo nosocomio fue denominado Hospital Mixto Nuestra Señora de las Mercedes.
El Hospital Mixto poseía distintos pabellones de internación, sanitarios, una sala de operaciones y una capilla. Posteriormente fueron construidos y agregados al diseño original nuevos baños, pabellones de internados, salas de cirugía, salas de desinfección y departamento de maternidad. En 1913 la denominación del hospital fue reemplazada por el de la persona que lo proyectó, denominándose desde entonces como Hospital Ángel Cruz Padilla. Desde el año 2011 hasta 2014 la capilla del nosocomio fue remodelada recuperando la altura original del campanario y siendo restaurado el cielo raso e interior del templo.

## Especialidades
El Hospital Padilla posee distintas especialidades en su haber:
| - Traumatología - Neumología - Cardiología - Cirugía - Clínica Médica - Ginecología - Dermatología - Obstetricia - Maternidad | - Oftalmología - Pediatría - Salud Mental - Endocrinología - Enfermería - Gastroenterología - Urología - Tomografía - Psiquiatría - Radiología | - Proctología - Oncología - Quimioterapia - Odontología - Kinesiología - Infectología - Hepatología - Hemoterapia - Mastología | - Enfermedad profesional - Medicina familiar - Fonoaudiología - Flebología - Cistoscopia - Fibrobroncoscopia - Colposcopia - Aféresis - Alergia | - Anatomía patológica - Biopsia - Electrofisiología - Hemodinamia - Infectología - Nefrología - Rectoscopia - Unidad Maxilofacial - Medicina de emergencia |

También se encuentran en el hospital servicios de diagnóstico por imágenes, laboratorios y vacunatorios.